# 好きなんだけど
「好きなんだけど」（すきなんだけど）は、1971年12月10日にポリドールK.K.（現・ユニバーサル ミュージック ジャパン）からリリースされた野口五郎の3枚目のシングルである。

## 背景
発売当時、歌詞の一部の「体も夢も幼いけど愛なんだ」という部分が、アイドルにはふさわしくないと一部評論家から非難を浴びた。

## 収録曲
- 全曲作詞：橋本淳／作曲：筒美京平／編曲：高田弘

1. 好きなんだけど
2. 陽の当る家